# 阿利·迪纳斯
阿利·迪纳斯 （Arley Dinas，1974年5月16日—）是一名已退役的哥伦比亚足球运动员，司職後衛。他的职业生涯始于1991年。他曾入選哥倫比亞國家足球隊，並且代表國家隊參加2004年美洲國家盃。